# Groot schrijvertje
Het groot schrijvertje (Gyrinus paykulli) is een keversoort uit de familie van de schrijvertjes (Gyrinidae). De wetenschappelijke naam van de soort is gepubliceerd in 1927 door Ochs.